# Panorama (São Paulo)
Panorama é um município brasileiro do estado de São Paulo. Sua população estimada em 2024 era de 15.214 habitantes.

## História

### Formação territorial-administrativa
Histórico da formação do município:
- Distrito criado no município de Paulicéia pela Lei nº 233 de 24/12/1948, com o povoado de Panorama e com terras desmembradas de Tupi Paulista (ex-Gracianópolis).[8][9][10]

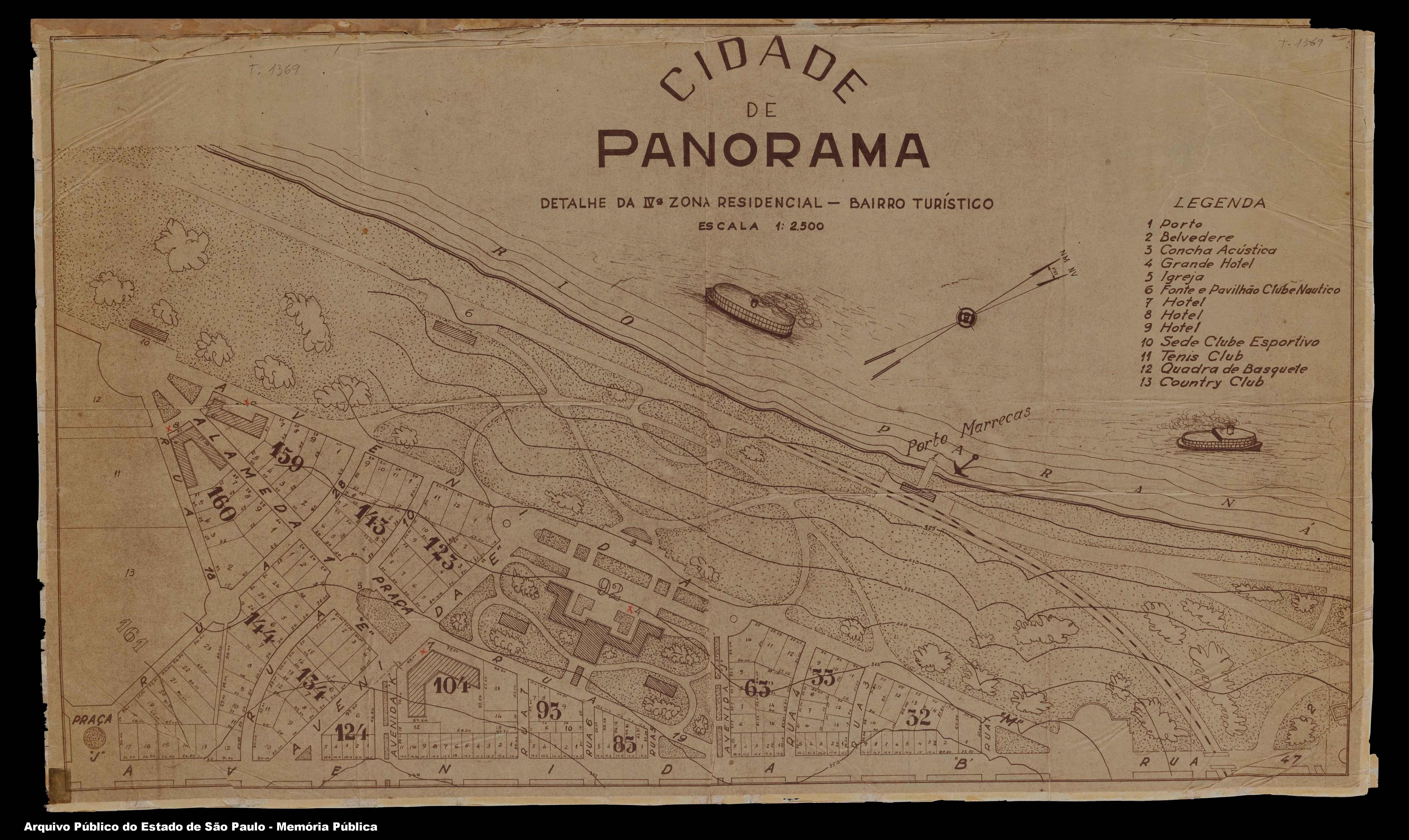
Planta histórica de Panorama.

- Município criado pela Lei nº 2.456 de 30/12/1953, com sede no distrito de igual nome e mais terras do distrito de Ouro Verde.[11][12]

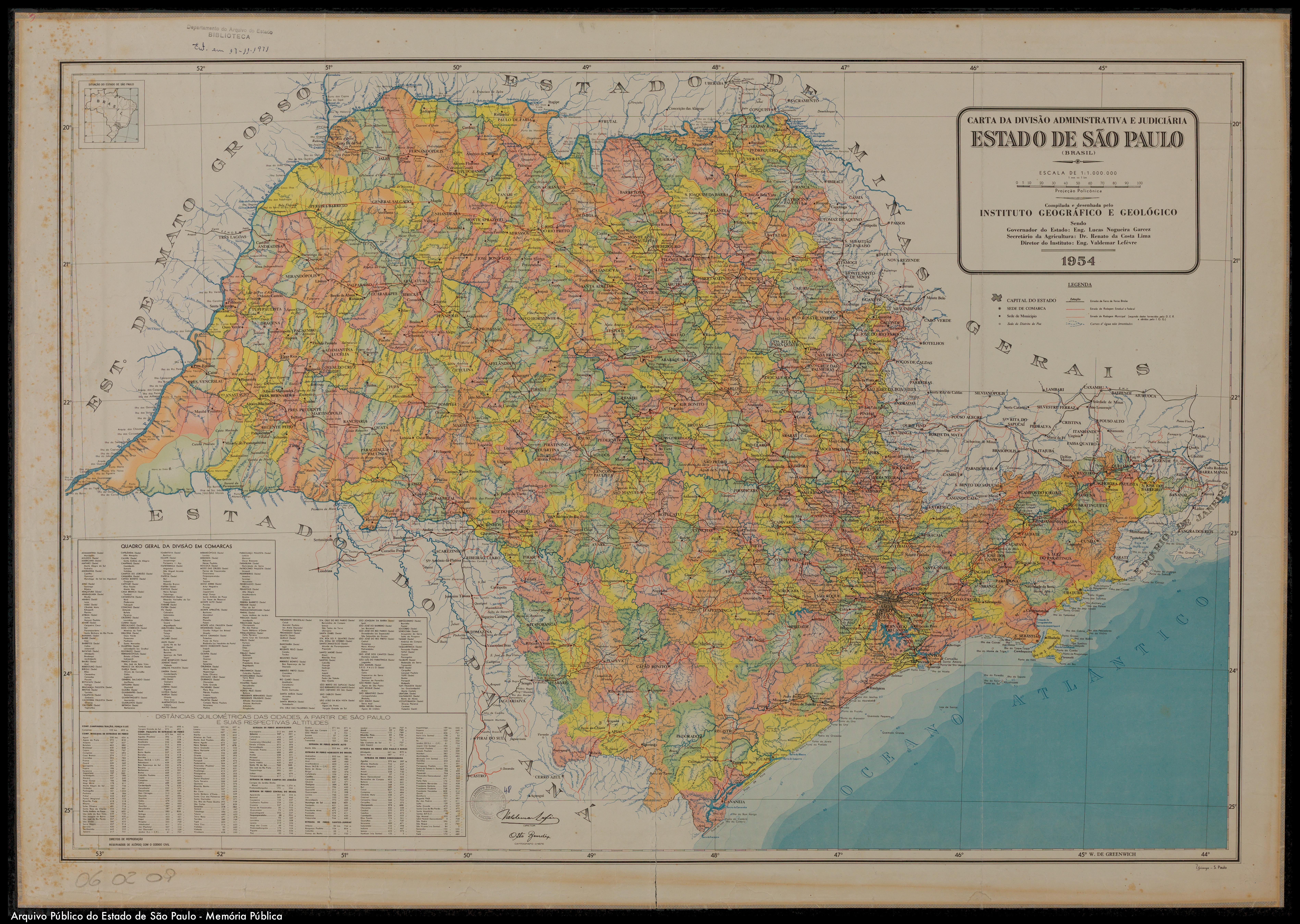
Estado de São Paulo (1953).

## Demografia

### População
| Crescimento populacional                             | Crescimento populacional | Crescimento populacional | Crescimento populacional |
| Ano                                                  | População Total          |                          | %±                       |
| ---------------------------------------------------- | ------------------------ | ------------------------ | ------------------------ |
| 1958                                                 | 3 917                    |                          | —                        |
| 1960                                                 | 6 037                    |                          | 54,1%                    |
| 1970                                                 | 6 568                    |                          | 8,8%                     |
| 1980                                                 | 8 073                    |                          | 22,9%                    |
| 1991                                                 | 12 343                   |                          | 52,9%                    |
| 2000                                                 | 13 649                   |                          | 10,6%                    |
| 2010                                                 | 14 583                   |                          | 6,8%                     |
| 2022                                                 | 14 964                   |                          | 2,6%                     |
| Est. 2024                                            | 15 214                   | [ 13 ]                   | 1,7%                     |
| Fontes: Censos Demográficos IBGE e Estimativas SEADE |                          |                          |                          |

### Dados demográficos
Dados do Censo - 2000
População total: 13.749
- Urbana: 12.665
- Rural: 984
  - Homens: 6.959
  - Mulheres: 6.690

Densidade demográfica (hab./km²): 38,65
Mortalidade infantil até 1 ano (por mil): 14,30
Expectativa de vida (anos): 72,07
Taxa de fecundidade (filhos por mulher): 2,99
Taxa de alfabetização: 88,20%
Índice de Desenvolvimento Humano (IDH-M): 0,722 (2013)
(Fonte: IPEADATA)

## Geografia
Localiza-se a uma latitude 21º21'23" sul e a uma longitude 51º51'35" oeste, estando a uma altitude de 276 metros. Possui uma área de 353,137 km².

### Hidrografia

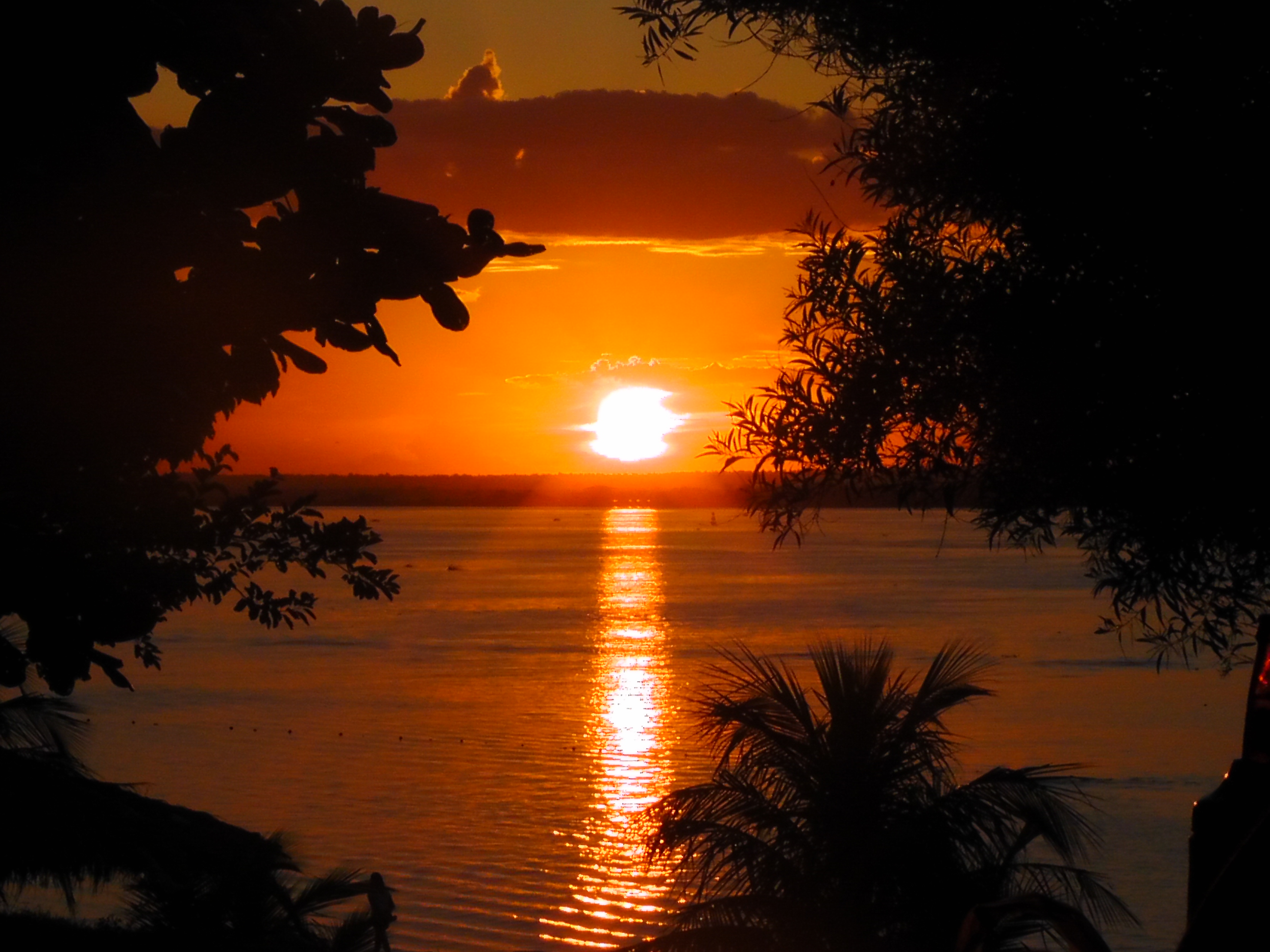
Belo pôr do sol no Rio Paraná em Panorama.

- Rio Paraná

### Porto
Conta com o Porto de Panorama na margem esquerda do Rio Paraná, integrado a Hidrovia Tietê-Paraná.

### Rodovias
- SP-294 Rodovia Comandante João Ribeiro de Barros

### Ferrovias
Foi terminal do Tronco Oeste da Companhia Paulista de Estradas de Ferro.

## Infraestrutura

### Comunicações
O sistema de telefones automáticos foi inaugurado na cidade em 1977 pela Telecomunicações de São Paulo (TELESP), que também implantou o sistema de discagem direta à distância (DDD) em 1978 com o código de área (0188). Anteriormente a cidade era atendida pela Cia. Telefônica Alta Paulista.
Na década de 90 o código DDD da cidade foi alterado para (018), para padronização do sistema telefônico com a telefonia celular que estava sendo implantada em todo o estado.

## Administração
| Periodo   | Prefeito                      |
| --------- | ----------------------------- |
| 2025-2028 | Daniel Gênova                 |
| 2021-2024 | Carlos Hiroci Outi            |
| 2017-2020 | Giulio César Lima Pires       |
| 2013-2016 | Luiz Carlos H. Cunha          |
| 2009-2012 | José Milanez Junior           |
| 2005-2008 | José Milanez Junior           |
| 2001-2004 | Francisco Riboli Paes         |
| 1999-2000 | Selvino Maruchi               |
| 1997-1998 | Nilton Fernandes Leite Lima   |
| 1993-1996 | Luiz Carlos Henrique da Cunha |
| 1989-1992 | Francisco Riboli Paes         |
| 1983-1988 | Luiz Carlos Henrique da Cunha |
| 1977-1982 | José Milanez                  |
| 1973-1976 | Antonio Silveira              |
| 1968-1972 | José Milanez                  |
| 1967-1967 | Deroci Alves Valença          |
| 1963-1966 | Mario de Souza                |
| 1959-1962 | Milton Noronha Gustavo        |
| 1955-1958 | Paulo de Arruda Mendes        |

## Religião
O Cristianismo se faz presente na cidade da seguinte forma:

### Igreja Católica
- A igreja faz parte da Diocese de Marília.[22]

### Igrejas Evangélicas
- Assembleia de Deus Ministério do Belém.[23][24]
- Congregação Cristã no Brasil.[25]
- Igreja Batista de Panorama